# Mita Medici
Mita Medici, nome d'arte di Patrizia Vistarini (Roma, 20 agosto 1950), è una cantante, attrice e soubrette italiana. Attiva fin dalla seconda metà degli anni sessanta del Novecento, è stata anche interprete di fotoromanzi e presentatrice.

## Biografia
Figlia dell'attore Franco Silva e di Anna Maria Perini, Miss Roma, è sorella dell'autrice di testi, sceneggiatrice e scrittrice Carla Vistarini. Nel 1965, a quindici anni, vince il concorso Miss Teenager Italiana al Piper Club di Roma con il nome d'arte di Patrizia Perini, che presto cambia in Mita Medici. Questa vittoria le consente di esordire nel film L'estate (1966), al quale seguono, tra gli altri, Non stuzzicate la zanzara, Pronto... c'è una certa Giuliana per te (1967), Colpo di sole (1968), Come ti chiami, amore mio? e Plagio (1969).
Diventa nota come "ragazza del Piper", e la band veneta Le Orme le dedica la canzone Mita, Mita, contenuta nell'album Ad gloriam; si avvicina quindi al canto, e firma un contratto con la Fonit Cetra, che la fa partecipare alla Caravella dei successi con il brano Nella vita c'è un momento, cover di Early in the morning dei Vanity Fare, tradotta da Sergio Bardotti e pubblicata su 45 giri con sul retro Questo amore finito così (scritta da tre componenti dei New Trolls: Giorgio D'Adamo, Vittorio De Scalzi e Nico Di Palo).
Nel 1970 esordisce in televisione in uno sceneggiato per il piccolo schermo: Coralba, diretto da Daniele D'Anza; nello stesso anno presenta il Cantagiro, cantando la sigla iniziale Un posto per me (la canzone sul retro, Avventura che nasce, composta da Franco De Bellis e Fabio Cantini e Pierluigi Noci su testo di Edoardo Vianello e Franco Califano). Dopo un altro 45 giri passa alla CGD, per cui esordisce con il brano Quei giorni, canzone scritta da Carla Vistarini e dal compositore Luigi Lopez.
Nel 1973 conduce, con Pippo Baudo, Canzonissima, di cui canta la sigla iniziale, Ruota libera; due anni dopo recita nella versione televisiva di Al cavallino bianco, per la regia di Vito Molinari, con Angela Luce, Paolo Poli e Tony Renis. Nel 1974 è protagonista del musical Una ragazza, sul Programma Nazionale, per la regia di Giancarlo Nicotra, testi di Carla Vistarini e musiche di Luigi Lopez, da cui è tratto l'album Per una volta. In questo periodo posa per l'edizione italiana della rivista Playboy.
È stata protagonista nello sceneggiato televisivo Il signore di Ballantrae (1979), diretto da Anton Giulio Majano, mentre nel 1990-1991 ha condotto il programma Sereno variabile, al fianco di Osvaldo Bevilacqua e il programma giornaliero Detto tra noi. Nel 1983 partecipa allo Zecchino Zecchino d'Oro scrivendo il testo di Tango, mago Tango. Dal 1997 al 2003 è fra gli interpreti secondari della soap opera Un posto al sole, nei panni di Marisa Saviani. Nel 2001, è sempre tra i personaggi secondari, in CentoVetrine. Nel 2005 e 2006 è tra i protagonisti della seconda e terza serie di Un ciclone in famiglia, diretta da Carlo Vanzina.
Molto attiva anche in teatro, dove ha esordito, nel 1972, con Garinei e Giovannini in Ciao Rudy (nella cui colonna sonora cantava la canzone Gente matta); seguono, tra le altre interpretazioni teatrali: Don Giovanni e Faust di Christian Dietrich Grabbe, Sogno di una notte di mezza estate di William Shakespeare, Il Gattopardo (diretta da Franco Enriquez), Il mercante di Venezia (regia di Giancarlo Cobelli), Il bell'indifferente di Jean Cocteau, Ugo di Carla Vistarini, Chiacchiere (regia di Franco Però), Il giocattolaio (regia G. Fusco), Il padre e La signorina Giulia di August Strindberg, Le intellettuali di Molière, Fedra di Ghiannis Ritsos, Rodolfo Valentino, l'emigrante leggendario, scritto e diretto da Rina Lagioia, nel quale ha interpretato Rodolfo Valentino. Nell'agosto 2023 ha presentato Elena o della passione amorosa, scritto e diretto da Salvo Bitonti.

### Vita privata
Ha avuto una relazione con Franco Califano, non si è mai sposata e non ha figli; si considera atea.

## Discografia parziale

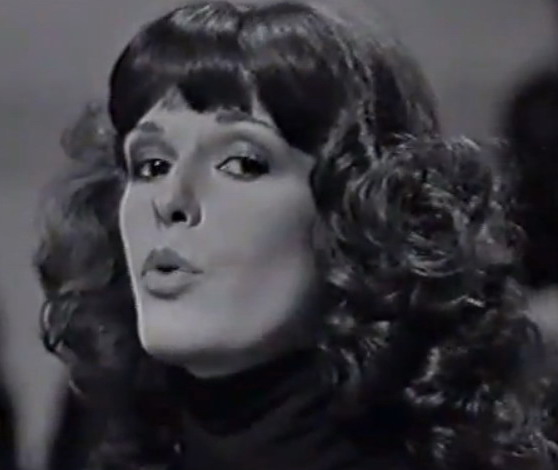
Mita Medici a Canzonissima 1973

### Album
- 1974 – ...a ruota libera (CGD, 69058)
- 1975 – Per una volta (CGD)

### Singoli
- 1969 – Nella vita c'è un momento/Questo amore finito così (Fonit, SPF 31256)
- 1970 – Un posto per me/Avventura che nasce (Fonit, SPF 31264)
- 1971 – Un amore/Una storia come tante (Fonit, SPF 31283)
- 1972 – Quei giorni/Se ci sta lui (CGD)
- 1973 – Ruota libera/Cosa vuoi che ti dica (CGD, 1869)
- 1973 – Proprio così/Tremendo (CGD, 1870)
- 1973 – Scappa scappa/Quei giorni (CGD, 2304)
- 1975 – Chi sono/Nave (CGD, 3072)
- 1977 – Uomo/Trucco (CGD, 4983)
- 1981 – Paletta palletta/Mago tango (Monitor, ZBMO 7216)
- 1998 – Ma che fiesta (Centotre, CNT 80822) - duetto con Gianni Dei

#### Singoli pubblicati fuori dall'Italia
Francia
- 1977 – Uomo/Trucco (Epic Records, EPC 4980)

## Filmografia

### Cinema
- Come imparai ad amare le donne, regia di Luciano Salce (1966)
- L'estate, regia di Paolo Spinola (1966)
- Pronto... c'è una certa Giuliana per te, regia di Massimo Franciosa (1967)
- Non stuzzicate la zanzara, regia di Lina Wertmüller (1967)
- Colpo di sole, regia di Mino Guerrini (1968)
- Plagio, regia di Sergio Capogna (1969)
- Mercanti di vergini, regia di Renato Dall'Ara (1969)
- Come ti chiami, amore mio?, regia di Umberto Silva (1970)
- Ombre, regia di Giorgio Cavedon (1979)
- Antelope Cobbler, regia di Antonio Falduto (1991)
- Gole ruggenti, regia di Pier Francesco Pingitore (1992)
- Cinecittà... Cinecittà, regia di Renzo Badolisani (1993)
- L'amico di Wang, regia di Carl Haber (1997)
- Morte di una ragazza perbene, regia di Luigi Perelli (1999)
- Amorfù, regia di Emanuela Piovano (2003)
- ...e se domani, regia di Giovanni La Parola (2005)
- Angelo azzurro Reloaded, episodio di Feisbum, regia di Serafino Murri (2009)
- Un milione di giorni, regia di Manuel Giliberti (2011)
- Calcolo infinitesimale, regia di Papetti Merot (2016)

### Televisione
- Coralba, regia di Daniele D'Anza – miniserie TV (1970)
- Al cavallino bianco, regia di Vito Molinari – operetta (1974)
- Diagnosi, regia di Mario Caiano – miniserie TV (1975)
- Una ragazza, regia di Giancarlo Nicotra (1975)
- Di sopra una notte, regia di Davide Montemurri – miniserie TV (1975)
- Il signore di Ballantrae, regia di Anton Giulio Majano – miniserie TV (1979)
- Aeroporto internazionale – serie TV (1987)
- Don Tonino – serie TV, episodio 2x08 (1989)
- Un posto al sole – soap opera (1997-2003, 2013, 2024-2025)
- CentoVetrine – soap opera, 6 puntate (2001)
- Un ciclone in famiglia 2 – serie TV (2005)
- Un ciclone in famiglia 3 – serie TV (2006)
- Un ciclone in famiglia 4 – serie TV (2008)
- Provaci ancora prof! – serie TV, episodio 3x08 (2008)
- Don Matteo – serie TV, episodio 6x12 (2008)
- Il grande freddo – documentario (2016)
- Le ragazze del '68 – documentario (2018)
- Vita da Carlo – serie TV, episodio 2x10 (2023)

### Cortometraggi
- Amore senza filtro, regia di Valentino Innocente (2005)
- Fedra, regia di Salvo Bitonti (2007)
- Elena, regia di Salvo Bitonti (2008)
- The Father, regia di Simone Mariani (2011)

#### Pubblicità
Mita Medici partecipò ad alcune serie della rubrica pubblicitaria televisiva Carosello:
- dal 1965 al 1971 pubblicizzò con numerosi altri attori le cucine Naonis;
- nel 1966 i biscotti della Maggiora; insieme a Gianni Morandi, Maurizio Bonuglia e Laura Antonelli la Vespa 50 della Piaggio;
- nel 1967 e 1968 con Jacques Stany la benzina e l'olio Total.

## Programmi televisivi
- Cantagiro 1970 (Programma Nazionale, 1970)
- Canzonissima (Programma Nazionale, 1973-1974)
- Sereno variabile (Rai 2, 1990-1991)
- Detto tra noi (Rai 2, 1992-1993)
- Detto tra noi Mattina (Rai 2, 1993-1994)